# Avdot'ja Il'inična Istomina
Avdot'ja Il'inična Istomina (in russo Авдотья Ильинична Истомина?; San Pietroburgo, 6 gennaio 1799 – San Pietroburgo, 26 luglio 1848) è stata una ballerina russa.

## Biografia
A soli 6 anni intraprese gli studi alla Scuola Teatrale Imperiale di San Pietroburgo, dove ebbe tra i suoi docenti Evgenja Sazonova, Charles Didelot ed Evgenja Ivanovna Kolosova. Favorita di Puškin, debuttò all'età di 8 anni, ben prima di completare gli studi nel 1816. Il suo primo ruolo da protagonista lo ebbe in Aci e Galatea di Didelot, grazie al quale riscosse immediatamente un gran successo, indi seguirono una serie di balletti anacreontici come Zéphire et Flore, sempre del maestro Didelot. Il critico Pimen Nikolaevič Arapov la descrisse "di statura media e dal viso gradevole, snella, formosa e dagli occhi neri infuocati con bellissime ciglia lunghe che conferivano al suo viso una qualità unica". Ne esaltò anche la disinvoltura sul palco e allo stesso tempo la grazia, la leggerezza e la velocità, soprattutto riguardo alle piroette e alla sua elevazione.
La sua versatilità la portò a creare ruoli di diverso genere. Tra le commedie si citano i ruoli di Lise ne La Fille Mal Gardée, le due Susanne in Don Carlos e Rosalba di Didelot e in Almaviva et Rosine di Auguste Poireau, mentre tra i divertissement e le pantomime si ricordano le due Louisa ne La Héroine Villageoise e ne Le Déserteur di Ivan Ivanovič Val'berch. Altri ruoli includono Zeltuba ne Le calife de Bagdad, Eucharis in Euthyme et Eucharis, Tisbe in Piramo e Tisbe e Zephyretta nel vaudeville La fenice di Aleksandr Aleksandrovic Šachovskoj.
Le esibizioni per le quali viene maggiormente ricordata sono quelle basate sulle opere del vate Puškin, come la ragazza circassa ne Il prigioniero del Caucaso (1823), mentre il suo ultimo ruolo creato per lei prima del suo ritiro fu quello della protagonista in Sumbeka (1832) di Jean-Baptiste Blache.